# Charles Martin-Sauvaigo
Pour les articles homonymes, voir Charles Martin, Martin et Sauvaigo.
Charles Martin-Sauvaigo est un peintre français né à Nice le 7 février 1881 et  mort à Paris le 9 novembre 1970.

## Des débuts niçois
Durant sa jeunesse, à l'instigation de Félix Ziem qui avait remarqué ses qualités, Charles Martin-Sauvaigo s'oriente vers le dessin et la peinture. Après avoir été quelque temps sous la direction d'Alexis Mossa à l'école des arts décoratifs de Nice, il vient à Paris et est admis à l'École nationale supérieure des beaux-arts dès novembre 1900 dans les ateliers de Léon Bonnat (jusqu'en 1905), puis de Luc-Olivier Merson (jusqu'en 1911). Il devient élève titulaire à titre définitif en 1906. Soutenu financièrement par la ville de Nice et le département des Alpes-Maritimes, il remporte de nombreux concours qui le font connaître.
Il reçoit ses premières commandes importantes pour la préfecture des Alpes-Maritimes et pour le lycée de garçons de Nice ainsi que pour la chapelle de l'hospice Brézin à Garches. Dès 1905, il expose au Salon des artistes français.
En 1913, il épouse à Paris l'artiste peintre Clotilde Prégniard ; Albert Loriol est témoin du mariage.

## Marine et chevalet

### Le peintre officiel de la Marine
Mobilisé pendant la durée de la Première Guerre mondiale, il se consacre de nouveau entièrement à son art à partir de 1919. 
Nommé peintre officiel de la Marine en 1922, il est l'un des fondateurs de la Société des beaux-arts de la mer et il y regroupe des artistes de sa région natale. Lié au mouvement des Arts décoratifs de la Société des arts français, il participe à l'exposition internationale des Arts décoratifs et industriels modernes de 1925 dont il fut lauréat. Charles Martin-Sauvaigo exposa également à l'exposition coloniale internationale de Paris de 1931 avec plusieurs vastes dioramas, et enfin à l'Exposition universelle de 1937 à Paris, où son immense diorama de plus de 440 mètres carrés décora le pavillon de la Côte d'Azur.

### Des influences post-impressionnistes
Également peintre de chevalet, dans la tradition post-impressionniste, auteur de nombreux paysages et de marines, plusieurs expositions particulières lui sont consacrées dans les grandes galeries parisiennes. Charles Martin-Sauvaigo gagne alors les louanges de critiques réputés qui soulignent sa connaissance profonde des secrets du ciel, de l'atmosphère, de la couleur et de la mer. 
Fidèle au Salon des artistes français, il y est présent presque tous les ans. Il obtient le prix Justin Claverie en 1933, et l'année suivante, la médaille d'or. Il est alors déclaré hors-concours et devint membre du comité ainsi que du jury. 
Charles Martin-Sauvaigo participe à de nombreuses expositions collectives en France et à l'étranger, en organisant certaines, comme celle qu'il accompagne lors de la croisière de la marine française aux Antilles et en Amérique du Sud de juin à septembre 1927.

### La reconnaissance
Son talent est reconnu par l'État qui lui décerne la Légion d'honneur en 1929. Professeur de dessin d'imitation à l'École polytechnique de 1935 à 1954, il est aussi membre du jury du professorat de dessin à la fin de la Seconde Guerre mondiale. Durant celle-ci, il œuvre dans des organismes d'aide aux artistes sans travail.
Dès avant cette guerre, mais plus encore après, il participa à la décoration de grands paquebots de luxe de la flotte marchande française, de la Compagnie générale transatlantique et des Messageries maritimes (de la Ville d'Oran en 1937, en passant par La Marseillaise, l'Île-de-France, le Liberté, jusqu'au Magellan en 1958).
Charles Martin-Sauvaigo s'est employé, sa vie durant, à la défense des artistes dans de nombreuses associations de soutien.
Son art et son action furent reconnus par sa promotion en tant qu'officier de la Légion d'honneur, par son entrée à l'Académie de marine, enfin par la médaille de vermeil de la ville de Paris.

## Postérité
Plusieurs de ses œuvres sont conservées dans les collections de musées nationaux et municipaux, en France  comme à l'étranger. Après sa mort, la ville de Nice donna le nom de Charles Martin-Sauvaigo à une allée de son quartier natal.

## Œuvres
- Porte d'honneur à l'Exposition des Arts Décoratifs, 1925, huile sur toile, Musée Alfred-Canel, Pont-Audemer